# Byttneria latipetala
Byttneria latipetala är en malvaväxtart som beskrevs av Arenes. Byttneria latipetala ingår i släktet Byttneria och familjen malvaväxter. Inga underarter finns listade i Catalogue of Life.